# كون (فوهة)
كون (بالإنجليزية: Kuhn)‏ هي فوهة قمرية صدمية تقع في الجانب البعيد من القمر بالقرب من القطب الشمالي للقمر. وتقع الفوهة على شرق فوهة The crater is located East of the كوتشر، وجنوب شرق فوهة أشبروك. سميت الفوهة على اسم الكيميائي الألماني ريشارد كون بواسطة الاتحاد الفلكي الدولي عام 2008.

## روابط خارجية
- LAC-144 area – Map of southern lunar pole